# NCAPG2
NCAPG2‏ (Non-SMC condensin II complex subunit G2) هوَ بروتين يُشَفر بواسطة جين NCAPG2 في الإنسان.